# حيدر زمان خان
حيدر زمان خان هو سياسي باكستاني، ولد في 1936، وتوفي في 24 أكتوبر 2018. نشط حزبياً في Pakistan Muslim League (Jinnah) ‏. وقد انتخب صوبه دار.